# Ricardo García Ambroa

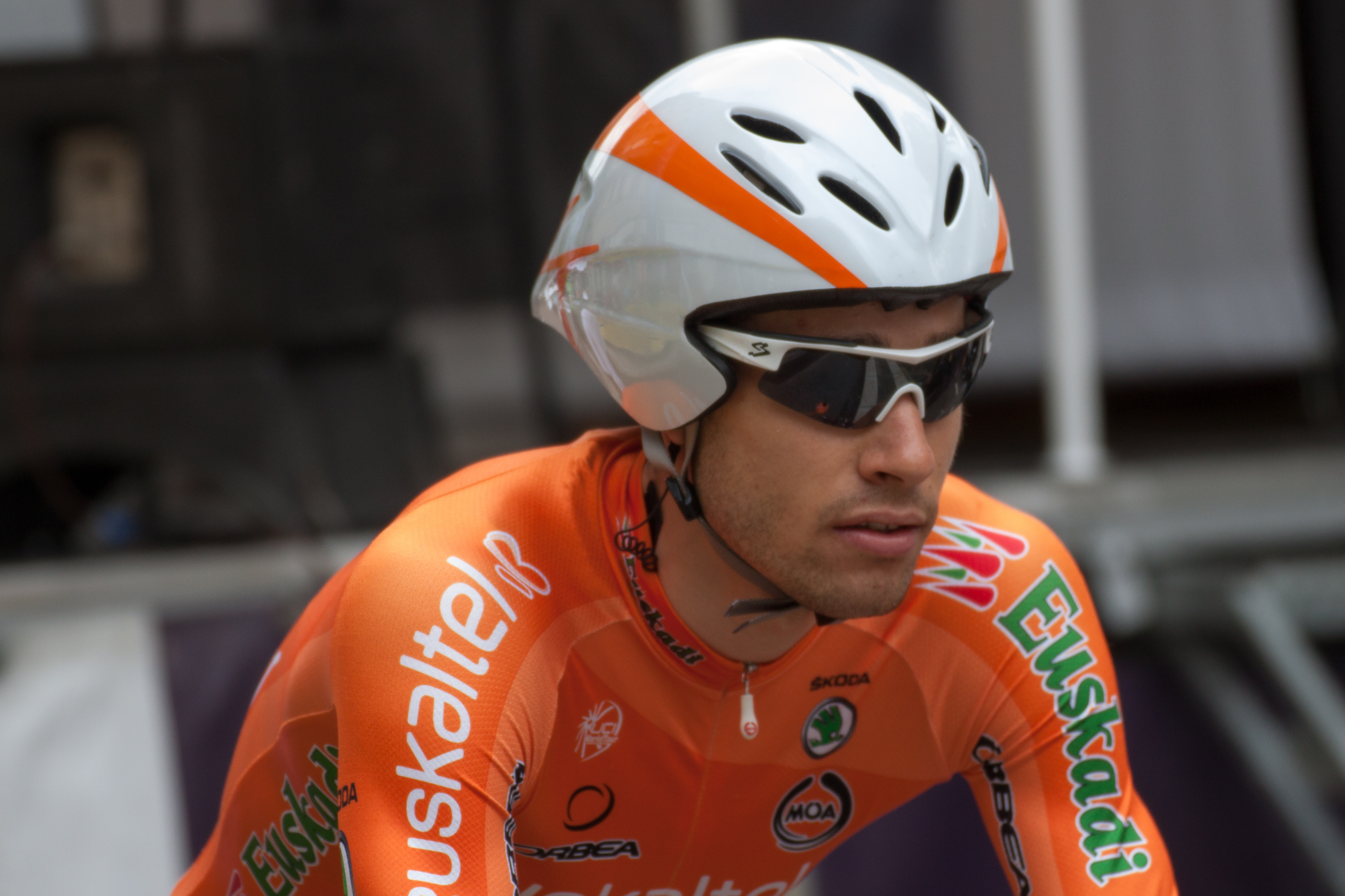
Ricardo García beim Critérium du Dauphiné Libéré 2012

Ricardo García Ambroa (* 26. Februar 1988 in Vitoria-Gasteiz) ist ein ehemaliger spanischer Radrennfahrer.
Ricardo García begann seine internationale Karriere 2009 bei dem spanischen Continental Team Orbea aus dem Baskenland. In der Saison 2010 war sein bestes Resultat ein siebter Etappenplatz bei der Vuelta a Asturias. Im nächsten Jahr wurde er Gesamtachter bei der Vuelta Castilla y León, Fünfter bei der Volta ao Alentejo und Sechster bei der Troféu Joaquim Agostinho. Gegen Ende der Saison gewann er die zweite Etappe bei Cinturó de l’Empordà. In den Saisons 2012 und 2013 fuhr García für das ProTeam Euskaltel Euskadi. Im Jahr 2016 gewann er eine Etappe der Tour de Singkarak.

## Erfolge
2011
- eine Etappe Cinturó de l’Empordà

2016
- eine Etappe Tour de Singkarak

## Teams
- 2009 Orbea
- 2010 Orbea
- 2011 Orbea Continental
- 2012 Euskaltel-Euskadi
- 2013 Euskaltel Euskadi
- 2014 Team Ukyo
- 2015 Kinan Cycling Team
- 2016 Kinan Cycling Team
- 2017 Kinan Cycling Team
- 2018Euskadi